# Åmli Station
Åmli Station (Åmli stasjon) var en jernbanestation på Treungenbanen, der lå i byområdet Åmli i Amli kommune i Norge.
Stationen åbnede 18. december 1910, da banen mellem Arendal blev taget i brug i fuldt omfang. Der havde i forvejen været midlertidig trafik mellem Arendal og Froland, men nu blev Åmli endestationen. Den officielle indvielse af banen og stationen fandt sted i regn og blæst 17. december 1910. Der var ca. 200 gæster med indvielsestoget fra Arendal, heriblandt statsminister Wollert Konow og arbejdsminister Hans Jørgen Darre-Jenssen. De blev modtaget af Åmli herredstyre på den pyntede station, hvor skolebørn stod opstillet med flag. Der var taler af arbejdsministeren, af statsministeren der også oplæste et telegram fra kong Haakon 7., af Åmlis ordfører Aslak Kateraas, amtsmand Sven Aarrestad og flere andre. Derefter var der kaffe i stationsbygningen, før gæsterne og toget kørte tilbage til en festmiddag i Arendal. I Åmli var der folkefest i stationsbygningen om aftenen.
Åmli var endestation indtil 14. december 1913, hvor banen blev forlænget videre til Treungen i Nissedal. I april 1921 blev stationsnavnet ændret fra det oprindelig Aamli til Åmli. I 1946 blev banen ombygget fra smalspor til normalspor. Trafikken på den blev indstillet 1. oktober 1967, og i 1970 blev sporene taget op.
Stationsanlægget blev tegnet af Harald Kaas. I dag holder det lokale folkebibliotek til i den tidligere stationsbygning, mens Telemark Bilruter benytter pakhuset. I sin tid var der også remise, drejeskive og enkelte andre bygninger på stedet.